# Collectage
 (mars 2015).
Si vous disposez d'ouvrages ou d'articles de référence ou si vous connaissez des sites web de qualité traitant du thème abordé ici, merci de compléter l'article en donnant les références utiles à sa vérifiabilité et en les liant à la section « Notes et références ».
Le collectage est la recherche des costumes authentiques, l'enregistrement des musiques, des chansons de tradition orale, des contes et des légendes ainsi que des danses, auprès des anciens, dans le but de les sauvegarder. 

## Histoire
En France, de nombreux collectages ont été effectués dès les années 1900, notamment en Bretagne, en Auvergne et en Limousin, en Gascogne dont le Béarn et au Pays Basque. 
Une nouvelle vague de collectages, menée dans les années 1960 à 1990, a servi d'assise aux mouvements régionalistes, trad' et folk de cette période. 

## Costumes
Le collectage des costumes se fait par plusieurs moyens : Chez des particuliers ou dans des brocantes : Ce procédé fournit toutes les informations nécessaires sur la fabrication du costume (patron, nature du tissu et de couleurs). Les photos : Les cartes postales anciennes ou les photos de famille sont la source d’information la plus abondante, mais les photos ne fournissent ni la couleur ni la nature du tissu. Les témoignages : Ils sont très utiles pour orienter et valider les travaux de recherche. C’est aussi eux qui apportent les méthodes d’entretien et de port des différents éléments du costume : coiffe, tablier, châle, etc.

## Musique
Le collectage de la musique traditionnelle (peu présente dans les médias) se fait essentiellement par transmission orale, les mélodies sont apprises d'oreille, ou par mimétisme des doigts, ou encore enregistrées, et les techniques du solfège, peu utilisées, pour renforcer l'aspect évolutif de la musique.

## Danse
Les groupes folkloriques et traditionnels et les associations (comme Dastum en Bretagne ou l'Union pour la culture populaire en poitou-charentes-vendée) concourent grandement à la préservation des musiques traditionnelles, mais les pratiques de collectage ont aussi été portées dans des cadres plus institutionnels (conservatoires, collectivités, projets de recherche universitaire).

## Liste de collecteurs célèbres
- Yann-Fañch Kemener (Bretagne)
- Claudie Marcel-Dubois (France)
- Claudine Mazéas (Bretagne)
- Achille Millien (Bourgogne)
- Marie-Marguerite Pichonnet-Andral (France)
- Henri Pourrat (Auvergne)
- Denez Prigent (Bretagne)
- Frères Grimm (Allemagne)